# Слуги сумерек (фильм)
«Слуги сумерек» — американский триллер с мистическими элементами 1991 года режиссёра Джеффри Оброу, экранизация одноимённого произведения, автор которого — Дин Кунц. Премьера фильма состоялась 10 мая 1991 года.

## Сюжет
Мальчика Джои Скавелло неожиданно начинает преследовать секта, именующая себя «Служителями сумерек». Секта именует мальчика исчадием ада, и когда они отрубают голову собаке мальчика, его мать Кристина нанимает частного детектива для выяснения причин охоты сектантов за мальчиком. Детектив Чарли Харрисон мобилизует все возможные для защиты ребёнка и раскрытия обстоятельств деятельности секты средства. Однако сектанты не унимаются, в результате чего семье вместе с детективом приходится бежать в лес, однако и там их достаёт глава секты Грейс Спиви.

## В ролях
- Джарретт Леннон — Джои Скавелло
- Белинда Бауэр — Кристина Скавелло, мать Джои
- Брюс Гринвуд — Чарли Харрисон, детектив
- Грейс Забриски — Грейс Спиви
- Карел Стрёйкен — Кайл Барлоу, адепт